# Aerotop
Aerotop – wakuola (pseudowakuola) gazowa występująca u niektórych sinic. 
Aerotopy często występują na szczycie komórki, co w przypadku trychomów sprawia wrażenie separatora komórek. Grupy aerotopów widoczne są pod mikroskopem świetlnym jako ciemne plamki. Dzięki tworzeniu i likwidowaniu aerotopów sinice je posiadające mogą się aktywnie unosić lub opadać w toni wodnej.